# Jan Chmiel (1943–2013)
Jan Chmiel (ur. 1943 w Bładnicach Dolnych, zm. 2013 w Strumieniu) – polski muzyk grający na akordeonie i klarnecie, pisarz i poeta ludowy, popularyzator folkloru i tradycji Śląska Cieszyńskiego, nauczyciel muzyki i dyrygent chórów.

## Życiorys
Autor śpiewnika Cieszyńskimi dolinami z ludowymi pieśniczkami. W 2002 r., otrzymał od ministra kultury odznakę „Zasłużony Działacz Kultury”. Był laureatem nagrody im. Leopolda Szersznika z 2011 r. Wydał cztery tomiki poezji: Wiersze gwarą haftowane, Wiersze gwaróm zdobione, Wiersze z gwary wyplecione i Do rymu po naszymu napisane tradycyjną gwarą cieszyńską. W 2004 r., reaktywował i do 2009 r., kierował Zespołem Regionalnym „Jaworze”. W 2005 r., założył także ludowy zespół śpiewaczy „Tryton” w Skoczowie.
Za swą działalność w 2011 roku uhonorowany został nagrodą im. ks. Leopolda Jana Szersznika.